# شیردی
شیردی (به انگلیسی: Shirdi) یک زیستگاه انسانی در هند است که در ناحیه احمدنگر واقع شده‌است.

## خصوصیات
شیردی ۲۶٬۱۶۹ نفر جمعیت دارد و ۵۰۴ متر بالاتر از سطح دریا واقع شده‌است.